# Gilze en Rijen
Gilze en Rijen  è un comune olandese di 25 973 abitanti situato nella provincia del Brabante Settentrionale.